# Quwê

Mapa histórico de los reinos luvio-arameos, hacia el 800 a. C., en el que se observa la localización de Quwê (Que).

Quwê –también escrito Que, Kue, Qeve, Coa, Kuê y Keveh– fue una provincia o un reino vasallo neohitita del Imperio Nuevo Asirio en varias ocasiones desde el siglo IX a. C. hasta poco después de la muerte de Asurbanipal en torno al año 627 en las tierras bajas del este (Cilicia), y el nombre de su capital, que se cree corresponde a Adana, en la moderna Turquía.  De acuerdo con muchas traducciones de la Biblia, fue el lugar donde el rey Salomón obtuvo caballos. (I Reyes 10: 28, 29; II Crónicas. 1:16).
La especie llamada "Cyclamen coum" probablemente se refiere a Quwê.